# Protarum sechellarum
Protarum sechellarum är en kallaväxtart som beskrevs av Adolf Engler. Protarum sechellarum ingår i släktet Protarum och familjen kallaväxter. Inga underarter finns listade.